# Animal (película de 2014)
Animal es una película de terror estrenada en 2014, dirigida por Brett Simmons, y protagonizada por Jeremy Sumpter, Elizabeth Gillies, Keke Palmer, Eve y Joey Lauren Adams. La historia sigue a un grupo de amigos que son aterrorizados por una bestia sanguinaria.
La cinta tuvo un estreno limitado a través de video on demand el 17 de junio de 2014.

## Argumento
La película inicia con dos parejas (Carl, Vicky, Douglas y Bárbara respectivamente), perseguidas en el bosque por una misteriosa criatura. Bárbara tropieza, es atrapada y asesinada por esta bestia a pesar de los intentos de Douglas de salvarla.
Algún tiempo después, cinco estudiantes universitarios: Alissa, su novio Matt, el hermanastro de esta, Jeff, su novia Mandy y su amigo en común Sean, hacen una caminata por el bosque. Tras dejar su camioneta en la entrada, ven un letrero que anuncia un proyecto para renovación del ecosistema. Jeff y Alissa comentan que es solo un eufemismo para justificar la explotación del bosque, y que en realidad provocará que los animales abandonen sus hábitats en lo profundo del territorio para buscar comida.
Jeff presiona al resto para dirigirse a una cascada que él y Alissa visitaban con su padre cuando eran niños, y a pesar de las negativas de su hermanastra, acaban rumbo al lugar, pero esto termina tomando tanto tiempo que anochece sin que logren llegar, por lo que deciden regresar al coche. En el camino, Matt descubre tirada una vieja mochila militar con bengalas y elementos de supervivencia que decide llevar consigo. Tras caminar un buen tiempo, encuentran los restos del cuerpo de Bárbara y a la criatura que la mató. Todos logran huir hasta llegar cerca de una cabaña. Jeff propone a todos que corran hasta el lugar mientras él actúa como señuelo para despistar al monstruo y posteriormente alcanzarlos, desgraciadamente en cuanto se separan, la criatura, que estaba escondida tras ellos esperando, salta sobre él y lo destroza con sus colmillos.
Los demás logran llegar a la cabaña, donde se encuentran con Carl, Vicky y Douglas, que han cerrado las ventanas y paredes con tablas para protegerse contra el acecho de la criatura. Mientras Carl y Vicky tienen la esperanza de que serán rescatados pronto, Douglas es amargo ante sus posibilidades de sobrevivir, a pesar de que Sean logra usar su celular antes de que se descargue para llamar al 911, pedir que rastreen la llamada y que los rescaten. La criatura casi irrumpe en la cabaña, pero se las arreglan para mantenerlo fuera. 
Carl les explica cómo se adentraron en el bosque intentando acortar camino después de que su vehículo se averió y se encontraron con la criatura; tras la muerte de Bárbara, huyeron hasta encontrar esa cabaña donde se han refugiado. Según les explica, la bestia constantemente prueba de forma metódica cada ventana y puerta en busca de una debilidad que le permita entrar. También les cuenta que cuando encontraron la cabaña, esta ya tenía tapiadas las ventanas y puertas; algunas mostraban ser muy viejas y otras bastante nuevas, lo que resultaba desalentador.
Douglas desestima que la llamada de Sean sea de utilidad, ya que él mismo intentó pedir ayuda al llegar y no apareció nadie. Además, el sector es demasiado amplio para una búsqueda y sospecha que los lugareños saben que el bosque es peligroso, por lo que no se apresurarán en buscarlos. Así propone como solución que todos salgan y cuando el monstruo atrape a uno, los demás aprovechen para huir mientras lo devora. Carl se molesta y asegura que nadie será sacrificado, pero Matt propone como solución intermedia que alguien llame la atención del monstruo y regrese dentro de la cabaña mientras él va por ayuda. Así decide tomar un walkie-talkie y correr hacia el coche, mientras Carl y Sean vigilan a la criatura. Sin embargo, tras algunos minutos, sus gritos se escuchan a través del radio y luego descubren cómo el monstruo va en dirección a la cabaña. Carl y Sean logran llegar a la puerta, pero Douglas no los deja entrar argumentando que es la solución más segura y amenaza con matar a quien intente abrirles. Alissa los ayuda abriendo la puerta trasera de la cocina; tras esto, Carl deja inconsciente a Douglas y lo ata porque ya no confían en él.
Alissa está furiosa por la muerte de su hermano y su novio, por lo que jura que matará a la criatura a como dé lugar. Mandy le confiesa que está embarazada, mientras que Sean, abrumado por lo vivido, siente que debe limpiar su conciencia y confiesa a Mandy que él y Jeff eran amantes, lo que genera una discusión que Alissa debe sofocar. El grupo oye un walkie-talkie haciendo ruidos que los guían hasta el sótano, razonando que es posible que Matt haya llegado hasta allí o que sea la criatura. Carl, Alissa y Mandy deciden bajar y descubren a Matt apenas con vida. Sorpresivamente, la criatura aparece y Carl se sacrifica para que las muchachas se lleven a Matt. 
Una vez arriba, intentan dar primeros auxilios al joven mientras este intenta decirles algo mostrándoles tres dedos y articulando con esfuerzo la palabra "hay...", pero nadie comprende. Douglas propone que el grupo deje que el animal devore a Matt para que puedan escapar, pero el grupo se niega, apoyando el plan de Alissa de atrapar al animal dentro de la casa e incendiarla. Sin embargo, cuando desatan a Douglas para que los ayude, este asesina a Matt aplastando su cabeza con un madero y llamándolos débiles. Sin embargo, cuando se dispone a arrojar el cuerpo del joven, el animal atraviesa una ventana y devora a Douglas frente a los demás. Mientras el animal se come su cuerpo, los otros arrojan queroseno en el piso de toda la casa. Mandy, Sean y Vicky se esconden en el sótano mientras Alissa atrae a la criatura a la trampa, enciende el fuego y con éxito quema al monstruo hasta la muerte.
Sean, Vicky y Mandy al ver muerta a la bestia deciden salir por el sótano, pero una segunda criatura asesina a Sean y mientras intentan huir para encontrarse fuera con Alissa, las alcanza y asesina a Vicky. Mandy y Alissa huyen hacia el bosque con el segundo animal persiguiéndolas; cuando Mandy tropieza y se detienen, el monstruo las alcanza y Alissa muere, pero Mandy logra huir. Tras tomar distancia, arroja parte de su ropa ensangrentada en dirección opuesta y se cubre con barro para confundir el olfato del monstruo, logrando llegar al coche. Mientras intenta encenderlo, el segundo animal la alcanza y ataca, pero Mandy logra encender el vehículo y matar al segundo animal atropellándolo y aplastando su cabeza con los neumáticos. Mandy se escapa y comienza a llorar por la pérdida de sus amigos mientras se aleja.
La escena final muestra que junto al cadáver del monstruo llega una tercera criatura (explicando así el mensaje que Matt intentara darles), que olfatea el cadáver del segundo animal, gruñe de forma agresiva y acaba aullando.

## Reparto
- Jeremy Sumpter como Matt
- Elizabeth Gillies como Mandy
- Keke Palmer como Alissa
- Parker Young como Jeff
- Paul Iacono como Sean
- Amaury Nolasco como Douglas
- Thorsten Kaye como Carl
- Joey Lauren Adams como Vicky
- Eve como Barbara

## Producción
La película fue rodada en Manchester, Connecticut.

## Recepción
En el sitio Rotten Tomatoes, la película tiene una calificación del 43%, basada en 7 reseñas.
Shock Till You Drop y Bloody Disgusting criticaron la película, y Shock Till You Drop declaró que "es un desperdicio de una buena criatura al viejo estilo." We Got This Covered le dio a Animal una suave crítica positiva y declaró que "Animal tiene suficiente carnicería como para apaciguar a los fans del horror más indulgente, pero a pesar de un ritmo rápido y muertes brutales, es la repetitividad lo que realmente mata a esta bestia."